# Ricardo Lunari
Ricardo Gabriel Lunari Del Federico (San José de la Esquina, 6 febbraio 1970) è un allenatore di calcio ed ex calciatore argentino, di ruolo centrocampista.

## Palmarès

### Giocatore

#### Competizioni nazionali
- Campionato argentino: 1

Newell's Old Boys: Clausura 1992